# 아체라
아체라(이탈리아어: Acerra)는 이탈리아 캄파니아주의 나폴리현에 있는 코무네다. 나폴리와 북동쪽 20km 거리에 있다. 아그로 아체르라노 평야 일부에 속한다.

## 역사
이 도시는 고대에 오스키인들이 아케루(Akeru 라틴어: Acerrae)라는 이름으로 건설한 중요한 도시였다. 아체르라는 투표권이 없는 시민권(라틴어: Civitas sine suffragio) 상태의 첫 도시이기도 했다.
아체르라는 기원전 216년에 한니발에게 파괴되었지만 6년뒤에 다시 재건되었다. 아체르라는 동맹시 전쟁기간에 로마의 중요한 역할을 맡기도 했다.
826년에 롬바르드족들이 이곳에 성을 건설하였지만 후에 나폴리의 보노에 의해 파괴당한다. 881년에는 사라센들에게 약탈을 당하였다. 후에 노르만인들의 지배를 받았다. 1927년에는 테라 디 라보로 현의 일부가 되기도 했다.